# Захария (католикос-патриарх Грузии)
Захария (груз. ზაჟარია; ум. 1632) — католикос-патриарх Грузии в 1623-1632 гг.

## Биография
О ранней жизни патриарха Захарии практически ничего не известно, за исключением того, что до восшествия на патриарший престол Захария был духовником царской семьи и епископом Некресским вплость до 1623 года.
Будучи католикосом-патриархом, Захария старался поддерживать тесные связи с Римско-католической Церковью с расчетом получить помощь Папы в борьбе против иранского шаха и для восстановления разрушенных персами церквей.
Так, в одном из сохранившихся писем Захарии к папе Урбану VII, грузинский патриарх указывал на ужасающее положение Церкви после вторжения мусульман и просил выслать богослужебную утварь и облачения.
Патриарху Захарии также удалось убедить Папу передать Грузинской Церкви мощи вмч. царицы Кетеван, матери царя Теймураза I, которые были доставлены из католического монастыря в Гоа в 1628 году монахами-августинцами Петром и Амвросием. Мощи святой были упокоены в Алавердском соборе.